# Speedy (film)
Speedy is een Amerikaanse filmkomedie uit 1928 onder regie van Ted Wilde. Destijds werd de film in Nederland uitgebracht onder de titel Harold op den eenmanswagen.

## Verhaal
Opa Dillon is de eigenaar van de laatste paardentram in New York. De directeur van een elektrische trammaatschappij wil zijn tracé opkopen. De kleindochter van opa Dillon heeft verkering met de honkballiefhebber Harold Swift. Als hij zijn baan in de ijssalon verliest, gaat Harold aan de slag als chauffeur. Om zijn vriendinnetje te behouden zal hij het trambedrijf van haar grootvader moeten redden van de ondergang.

## Rolverdeling
| Acteur          | Personage    |
| --------------- | ------------ |
| Harold Lloyd    | Harold Swift |
| Ann Christy     | Jane Dillon  |
| Bert Woodruff   | Opa Dillon   |
| Babe Ruth       | Babe Ruth    |
| Byron Douglas   | W.S. Wilton  |
| Brooks Benedict | Steve Carter |

## Prijzen en nominaties
| Jaar | Prijs  | Categorie   | Genomineerde(n) | Uitslag     |
| ---- | ------ | ----------- | --------------- | ----------- |
| 1928 | Oscars | Beste regie | Ted Wilde       | Genomineerd |